# A cédrus
A cédrus Csontváry Kosztka Tivadar művészetéről szóló balett, Hidas Frigyes zenéjével és Seregi László koreográfiájával, melyet 1975. március 28-án mutattak be az Állami Operaházbanl.

## Közreműködők
- Koreográfiáját tervezte, betanította és rendezte: Seregi László érdemes művész
- A koreográfus asszisztense: Kaszás Ildikó
- A színpadképeket Forray Gábor érdemes művész, a jelmezeket Márk Tivadar Kossuth-díjas, kiváló művész tervezte.
- Karmester Pál Tamás / Sándor János érdemes művész
- Táncosok:
  - A Művész: Dózsa Imre érdemes művész / Keveházi Gábor
  - A Múzsa: Kékesi Mária / Pártay Lilla
  - A Fekete Asszony:  Szumrák Vera / Csarnóy Katalin
  - Démonok: Erdélyi Sándor, Kutni Róbert, Hevesi Imre, Sterbinszky László / Hus Sándor, Kutni Róbert; Hevesi Imre; László Péter
  - A Nap: Nagy Zoltán / Mészáros László
  - A Sas: Forgách József / Erdélyi Sándor
  - Görög istenek: Balikó István, Bihal István / Balikó István, Hencsey Róbert
  - Siratóasszonyok: Sebestény Katalin, Szőnyi Nóra / Gábor Zsuzsa, Schuszter Teodóra

## Műfaja
A táncműnek nincs határozott műfaja. A koreográfiában a klasszikus balett mozdulatvilága keveredik balkáni, kaukázusi táncok stílusjegyeivel, valamint a modern balett formai megoldásaival. A zene a koreográfus elképzelései alapján született meg. Nem életrajzi balett. Csontváry életét és műveit használja fel a koreográfia, a tánc nyelvén fogalmazza újra a festő művészetének lényegét. A művészre jellemző egyfajta megszállottság és akaraterő az, mely a koreográfián átsüt. A balett Csontváry életútját rajzolja meg, annak egy-egy szakaszára, alkotására támaszkodva. A balettnek nincs cselekménye, története. A jelenetek látomások füzére, melynek kiinduló pontjai a jelenetek címét adó festmények, „a szimfonikus táncszerkesztés eszközeivel és törvényei szerint”.

## Leírása

### Felkészülés az útra
Megjelenik a kor, a századforduló és az 1910-es évek tájéka, s a látomásokkal terhelt mikrokozmosz is, amelyben a művész él. A színpadkép nem Csontváry-alkotásból indul ki. A koreográfus elvágyódás-hangulatot, utazást sugalmazó szimbolikus térben – lehetne pályaudvar, nyüzsgő csarnok, kávéház is – mutatja be stilizált eszközökkel a művész korát. Kalapos urak, hölgyek keverednek katonákkal, édeskés szalonkeringő vegyül vonatzakatolásssal, bakanótával – Európa már saját halálbatáncoltatására készül.
A nyüzsgés élő kulisszái közt foglal helyet a gúzsba kötött művész, elvágyódásával, látomásaival. Mintha patikájában lepné meg a hallucináció: körötte démonikus alakok forgolódnak, tanácsot, ígéretet suttognak. Jellemző izoláltsága, melyből kitörni, kitárulkozni vágyik. Egy titokzatos fekete asszony képében jelen van a halál is; a romlás szimbolikus alakja árnyként követi a művészt. Szorongató jelenlétét csak a múzsa megjelenése oldja fel. – Egy utazás testi-lelki előkészületeinél asszisztálunk, az előkészület fekete-fehér oldalát, minden gyötrelmét sejtve.
Megérkezik az athéni festményről ismert kocsi, s a művész múzsája ölelésében elkocsizik. Az álomittas „nagy utazás” felemelő pillanata ez.

### Taormina
Az antik görög színház kihalt, varázsos romjait a koreográfus antik drámával népesíti be. A helyszín: Csontváry egyik nagy plein-air élménye. A művész itt a végtelen energiájú Nap fiának érzi magát.
A nyitóképből átvonuló alakok most egy képzeletbeli görög dráma szereplőivé válnak. A művész beleálmodja magát a tragédiába – nem létrehozója, hanem részese a drámának. Maga is antik hőssé válik, napisten, Apolló. Szerelemmel szívében közeledik a fehérruhás színésznőhöz (múzsa), eközben a Sas a hatalmat jelképező karddal ajándékozza meg, majd „feltölti napenergiával”. (Férfi tánckettős dobszóra.) A művész-isten feltöltődött, aktív, alkotásra kész. A fekete színésznő e döntő pillanatban öli meg a lányt. A dráma vége a művész tragédiája is: szellemének bomlása elnémítja a múzsát.
A szín kiürül, a látomás eltűnik – egyedül a halott a létező, a művész karjában tartott élettelen múzsa.

### Siratófal
A tánctétel ismét nem a jeruzsálemi festmény másolata vagy színpadi kiélése. Inkább a koreográfus kiindulópontja és jogcíme minden halottak elsiratására, egy szuverén megfogalmazású rekviem rendezésére.
„A múzsa halála” is lehetne a tétel. Rituális környezetben a művész a halott múzsát gyászolja, személyesen, és ismét látomásával is. A katafalk leple alól egymás után bukkannak elő a gyászoló ótestamentumi öregek. – Ezen a pontján a koreográfia konkrétabban támaszkodik a Siratófal képélményére: meggyötört vonásaikat a festmény síró vénei adják a színen megjelenő alakok megnagyított maszkjához. Bánatos imbolygásuk halálmenetté kerekedik, mielőtt eltűnnének a homályban.
A múzsát a természet is gyászolja. Vígasztalan, fenyegetően halott világban sodródik a menet, mintha a Nagy Tarpatak sivár medrében vonszolódna. De épp az ember és természet közös reménytelensége idézi fel a valós, lágerekbe, háborúkba taszított tömegmeneteket – a gyászoló menet őket is siratja… A kín csak lassan enyhül, fokozatosan halkul csendes gyásszá.

### Sétalovaglás
A tánckép a „Tengerparti sétalovaglás” összhatásából merít, részben hangulatával, részben alakjaiban is.
„Fagyott” tenger partján állunk. Mintha inkább alvilági vizek partján tűnnének fel hajdanvolt világ dámái, kortalan, titokzatos mosolyú asszonyai. Táncuk lovaglást sugall, de egyfajta szertartásos méltóságú udvari táncra is emlékeztet.
A táncolók csoportjában tűnik fel a művész is, s az egyik lovagló nőben felfedezi a fekete asszonyt. A köztük kialakuló tánckettősben a művész az asszony kezébe helyezi sorsát, életét. (A tánckettős Csontváry életének válságára is utal, arra a mélypontjára, amikor a festő kiadta magából a racionális-konstruktív erőket és feladta a küzdelmet.)

### Közjáték
Ismét a századforduló kora, a nyitóképből megismert alakokkal. Mintha Csontváry képeinek figurái megbolydultak volna. Urak-hölgyek-katonák izgatott csoportozatai közé újabb és újabb alakok hullanak, sétalovagló hölgyek, tépett szakállú gyászoló öregek.
Mintha megbolydult volna a világ, erősödik a vonatkerék háborús csattogása is. – A művész tétova keresésének, kiúttalanságának időszaka ez (Az iparcsarnoki kiállítás kudarca után), a kusza kavarodás, a rendre való képtelenség már idegei bomlását jelzik.

### A magányos cédrus
A művész magára marad. Ott találjuk a cédrus tövében, de immár nem a kiúttalan, hanem az emelkedett magányban, az alkotás kiteljesedésének felemelő létformájában. Feltűnik élete két pólusa, a fehér és fekete nő, de már csak tovatűnő látom – másként nem avatkoznak többé sorsába. Más, korábbi képalakok is megvillannak a színen, ők is csak fátyolos reminiszcenciaként suhannak át, búcsúznak. – A művész egyesül a cédrussal, feloldódik benne.

### Zarándoklás a cédrushoz
A balett záróképe a hódolatot fejezi ki a művész és az örökkön megújuló művészetek előtt. A katartikus nagy körtánc egyben utoljára idézi a közösséget és megértést sóvárgó Csontváryt, s feloldódását, közkinccsé válását a közösségben.